# Сельское поселение Стёпановское (Московская область)
Се́льское поселе́ние Стёпановское — упразднённое муниципальное образование, бывшее в составе Ногинского муниципального района Московской области с 2006 по 2017 год. Ныне его территория входит в городской округ Электросталь.
Административный центр — деревня Стёпаново.
29 марта 2009 года главой поселения избран Плюхин Александр Анатольевич. Председатель Совета депутатов — Штринев Сергей Викторович.

## География
Сельское поселение Стёпановское располагалось на юге Ногинского района. На западе граничило с городским поселением им. Воровского и сельским поселением Аксёно-Бутырское, на севере — с городским округом Электросталь, на востоке — с сельскими поселениями Рахмановское и Аверкиевское Павлово-Посадского района, на юге — с сельским поселением Гжельское Раменского района. Площадь территории муниципального образования — 8392 га.

## Население
| 2006  | 2007  | 2008  | 2009  | 2010  | 2011  | 2012  | 2013  |
| ----- | ----- | ----- | ----- | ----- | ----- | ----- | ----- |
| 4694  | ↗4950 | ↘4946 | ↗4978 | ↗7681 | ↗7822 | →7822 | ↗7924 |
| 2014  | 2015  | 2016  | 2017  |       |       |       |       |
| ↗8015 | ↘7989 | ↗8005 | ↘7987 |       |       |       |       |

## История

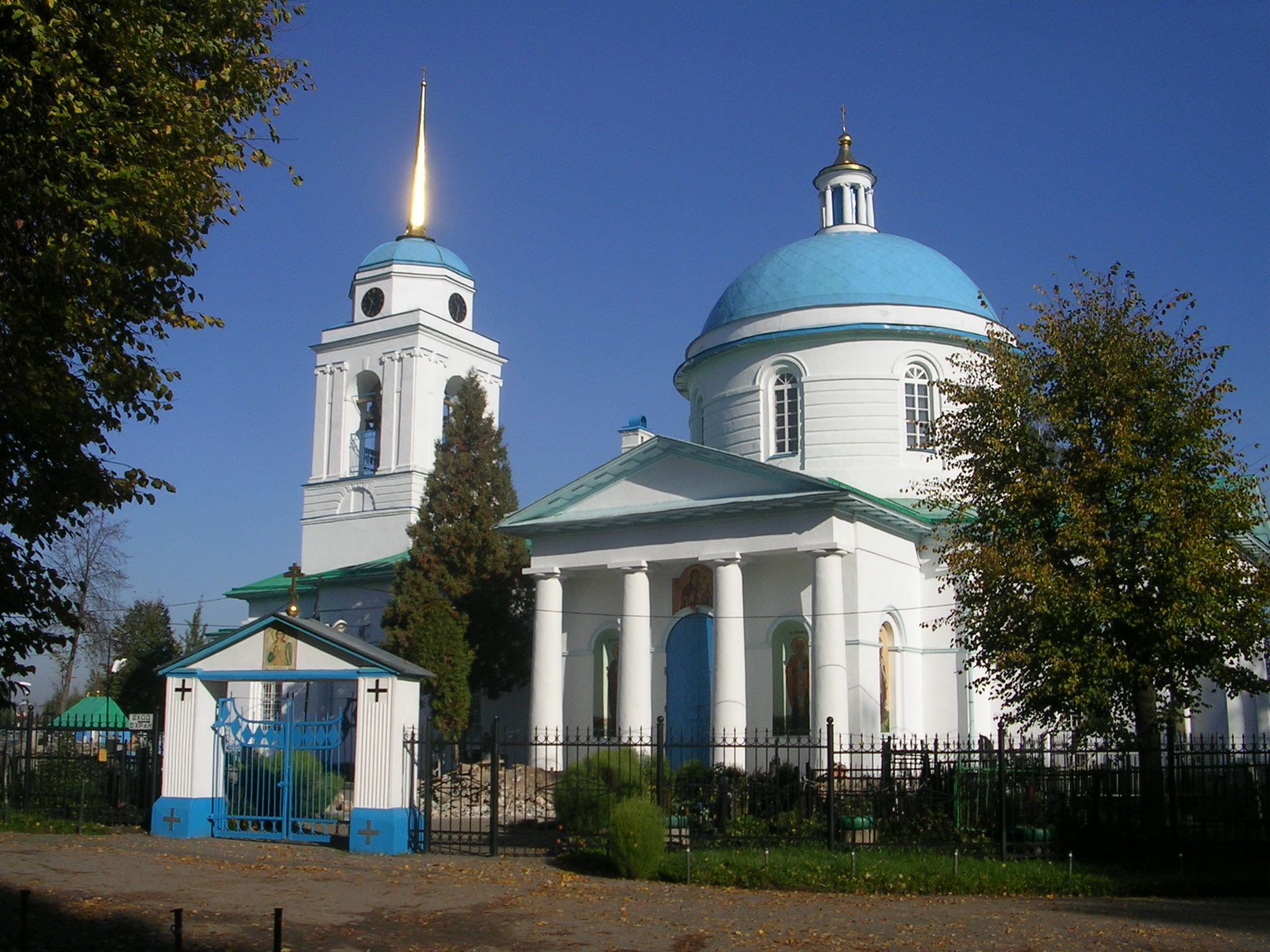
Казанский храм в Иванисово

Сельское поселение Стёпановское образовано 1 января 2006 года согласно Федеральному закону «Об общих принципах организации местного самоуправления в Российской Федерации» из территорий посёлков Елизаветино, Новые Дома, Случайный, Фрязево, деревень Бабеево, Всеволодово, Есино, Иванисово, Пушкино, Стёпаново, Всеволодово Ногинского района Московской области.
1 января 2018 года поселение упразднено и вошло в состав городского округа Электросталь вместо Ногинского муниципального района.

## Состав сельского поселения
| №  | Населённый пункт | Тип населённого пункта          | Население |
| -- | ---------------- | ------------------------------- | --------- |
| 1  | Бабеево          | деревня                         | ↗114      |
| 2  | Всеволодово      | деревня                         | ↗3456     |
| 3  | Елизаветино      | посёлок                         | ↘930      |
| 4  | Есино            | деревня                         | ↗302      |
| 5  | Иванисово        | село                            | ↗865      |
| 6  | Новые Дома       | посёлок                         | ↘1630     |
| 7  | Пушкино          | деревня                         | ↗70       |
| 8  | Случайный        | посёлок                         | ↘1        |
| 9  | Стёпаново        | деревня, административный центр | ↗138      |
| 10 | Фрязево          | посёлок                         | ↗672      |

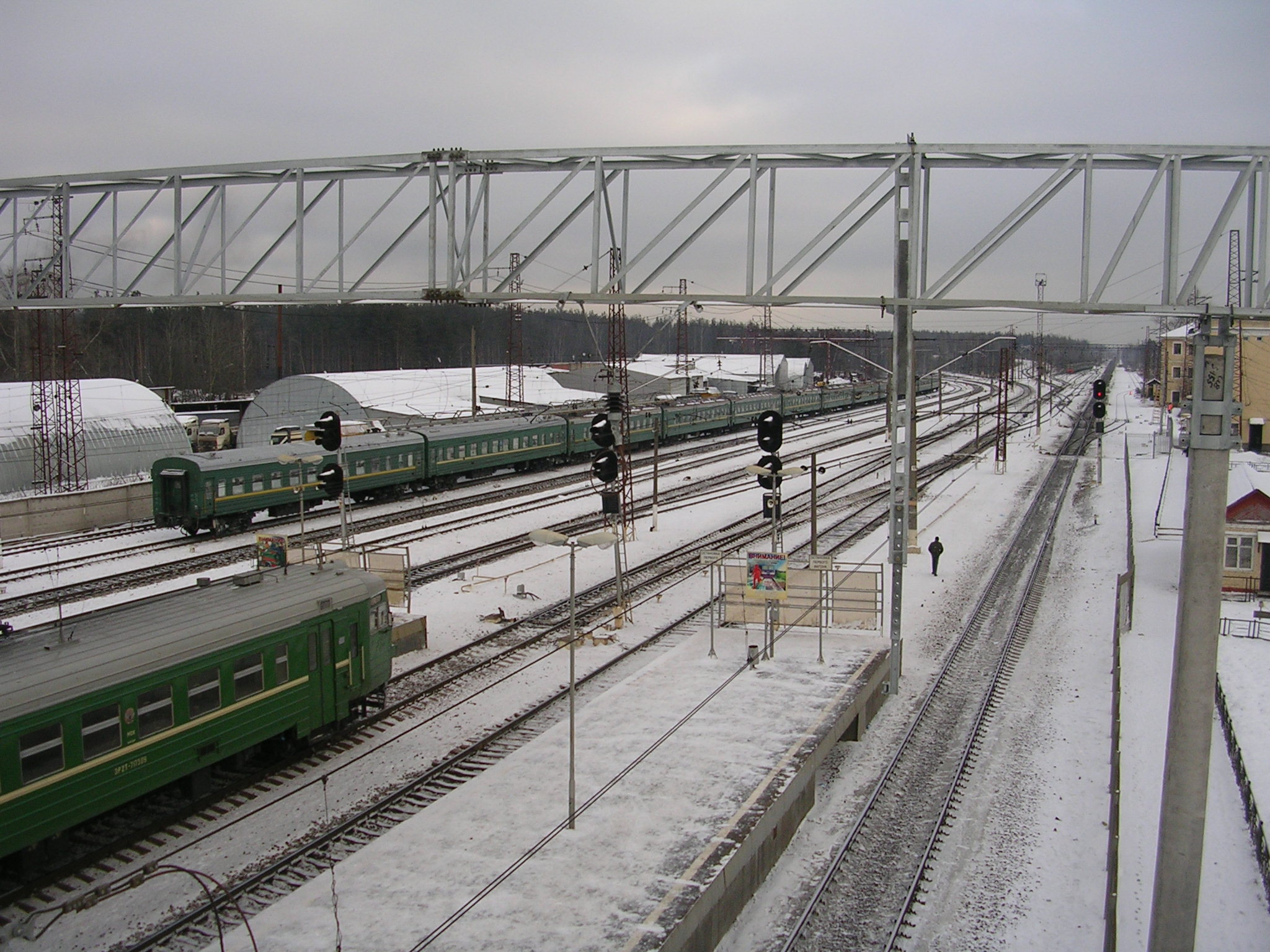
Станция Фрязево — основной транспортный узел поселения

(статья 10 пункт 2 Закона Московской области от 28.02.2005 № 82/2005-ОЗ «О статусе и границах Ногинского муниципального района и вновь образованных в его составе муниципальных образований»)
Помимо перечисленных в Законе населённых пунктов в состав сельского поселения фактически входил расположенный на его территории посёлок Ногинск-5. Ранее жители посёлка стояли на паспортном учёте как жители Ногинска, органами статистики население посёлка учитывалось в составе города Ногинска. Однако при проведении Всероссийской переписи населения посёлок Ногинск-5 учтён отдельно от Ногинска как сельский населённый пункт в составе Стёпановского сельского поселения (как часть деревни Всеволодово). В связи с этим официальная оценка численности населения Стёпановского сельского поселения увеличилась с 5,1 тысячи жителей на 1.01.2009 до 7,9 тысячи на 1.01.2011; соответственно была увеличена официальная численность населения деревни Всеволодово и была уменьшена численность населения Ногинска.

### Крупные садоводческие и дачные объединения
Алёшинские сады — садовое некоммерческое товарищество в Ногинском районе Московской области в 35 километрах от Москвы. Входит в десятку крупнейших садовых объединений Подмосковья. Дачи окружены лесным массивом (с юга, востока и запада) и граничат с деревней Есино (на севере). Товарищество занимает территорию около 200 Га (вместе с снт «Алешкинские сады лес»). В центре массива участков — пруд. Поселок точно повторяет форму бывшего участка торфоразработок, к которому от ст. Храпуново вела узкоколейка.

## Местное самоуправление
4 сентября 2005 года Главой муниципального образования «Сельское поселение Стёпановское» путём голосования жителей была избрана Шмелева Татьяна Тимофеевна сроком на четыре года (15 января 2009 года трагически погибла в автокатастрофе).
29 марта 2009 года на досрочных выборах победу одержал Александр Анатольевич Плюхин.

## Комментарии
1. ↑  До 1 января 2011 года Иванисово являлось деревней.

Источники
1. ↑  Постановление губернатора Московской области от 18.11.2010 № 143-ПГ «О внесении изменений в учётные данные административно-территориальных и территориальных единиц Московской области». Дата обращения: 9 марта 2011. Архивировано 4 марта 2016 года.